# Heeresaufklärungstruppe (Bundeswehr)

Militärisches Symbol der Heeresaufklärungstruppe

Die Heeresaufklärungstruppe (HAufklTr) ist eine Truppengattung des Heeres der Bundeswehr. Sie zählt zu den Einsatz- und Führungsunterstützungstruppen. Hauptaufgabe ist die militärische Aufklärung gegnerischer Kräfte und die Erkundung unbekannten Geländes.

## Auftrag

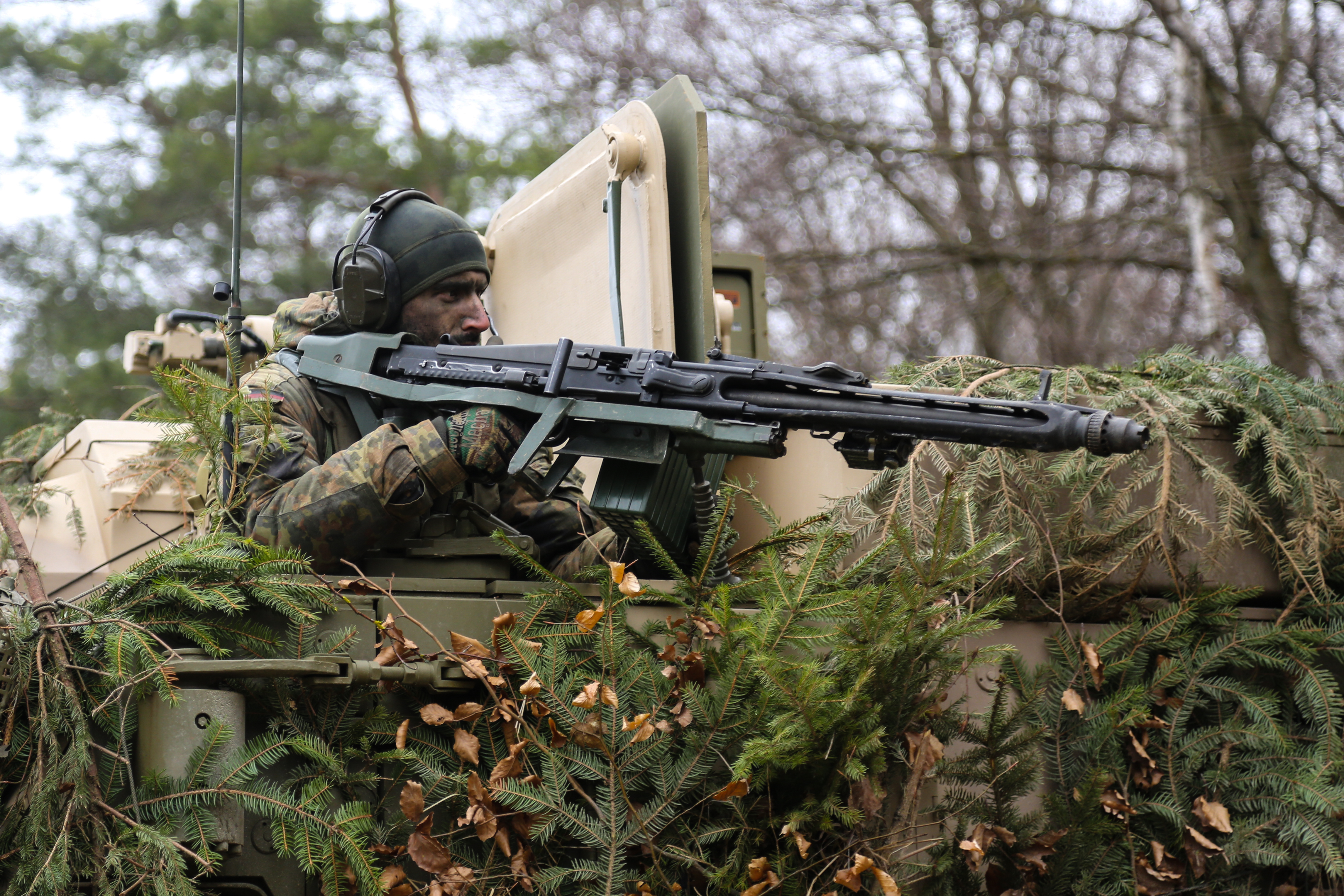
Heeresaufklärer des Aufklärungsbataillons 8 mit MG3 während der multinationalen Übung Allied Spirit VI

Die Heeresaufklärungstruppe ist der wesentliche Träger der Aufklärung des Heeres. Sie hat den Auftrag, mit den ihr zur Verfügung stehenden Mitteln alle Aspekte der taktischen Gefechtsfeldaufklärung und operativen Aufklärung in der Tiefe des Gefechtsraumes abzudecken und so die Voraussetzung zur Erstellung eines möglichst realen zeitnahen militärischen Lagebildes für die Kommandeure der Kampftruppen sicherzustellen. Von besonderem Interesse sind unbekanntes Gelände im Vorfeld, Verkehrswege, Sperren, ortsfeste militärische Einrichtungen und Informationen zur Stärke, Dislozierung und Marschrichtung feindlicher Truppen.
Der Großteil der Heeresaufklärungstruppe ist dazu motorisiert und gewinnt Informationen im Vorfeld der eigenen Kampftruppe, teils auch hinter feindlichen Linien. Die Truppe ist dazu mit besonderen optoelektronischen und anderen elektronischen Aufklärungsmitteln ausgerüstet. Zusätzlich verfügt die Truppe über Drohnen, die Aufklärung auch über große Entfernungen ermöglichen. Die Heeresaufklärungstruppe ist befähigt, die durch eigene Aufklärungsmittel gewonnenen Informationen auszuwerten. Darüber hinaus kann die Truppe auch Aufklärungsergebnisse anderer Aufklärungsmittel ergänzen, vertiefen oder verifizieren. Das gewonnenen Lagebild stellt die Truppe den militärischen Führern aller Ebenen sowie dem streitkräftegemeinsamen Nachrichtengewinnungs- und Aufklärungsverbund (NG&A) möglichst bedarfs- und lagegerecht und unmittelbar zur Verfügung. Der gemeinsame NG&A-Verbund wird im Heer beispielsweise auch durch die „Joint Fire Support Teams“ der Infanterie und Artillerie getragen. Zur Übermittlung der Information verfügt die Heeresaufklärungstruppe über besondere Fähigkeiten auf dem Gebiet des Fernmeldewesens.
Im Zuge der Eingliederung in die Heeresaufklärungstruppe hat die ehemalige Panzeraufklärungstruppe ihre Kampfpanzer abgeben müssen und ist daher nicht mehr in der Lage, Aufklärung durch Kampf zu betreiben. Diese Aufgabe fällt daher an die Panzertruppen im Verbund mit der Heeresaufklärungstruppe.
Die Fernspäh- und Feldnachrichtenkräfte der Heeresaufklärungstruppe übernehmen folgende besondere Aufträge:
- Fernspähkräfte gewinnen im Verborgenen Schlüsselinformationen weit hinter den feindlichen Linien. Sie sind dabei auf sich gestellt und nicht motorisiert. Sie wirken mit den Spezialkräften des Heeres zusammen und können die Aufgabe als "Forward Air Controller" übernehmen.
- Feldnachrichtenkräfte erstellen Lagebilder durch Gesprächsführung, Befragung von Personen im Gewahrsam der Streitkräfte und der Beobachtung von Objekten und Personen (HUMINT).[1][2]

## Geschichte
Die Neuordnung der Truppengattungen im Heer wurde im Oktober 2005 durch den Kommandeurbrief des Inspekteurs des Heeres angekündigt. Speziell für die bisher eigenständigen Truppengattungen Panzeraufklärungstruppe und Fernspähtruppe hatte dies gravierende Folgen. Diese Truppengattungen wurden aufgelöst und zusammen mit den Drohnenaufklärungskräften der Artillerie und den Feldnachrichtenkräften in der neuen Truppengattung Heeresaufklärungstruppe zusammengefasst. Die Aufstellung der Truppengattung war 2008 abgeschlossen. Danach standen erstmals fast alle Aufklärungskräfte des Heeres unter einer gemeinsamen konzeptionellen Führung. Ausgenommen blieben von der Reform beispielsweise Aufklärungskräfte der Heeresfliegertruppe, der ABC-Abwehrtruppe und der Fernmeldetruppe EloKa.

## Ausbildung
Die Heeresaufklärungstruppe bietet unterschiedlichste Ausbildungen in den Bereichen
- Bodengebundene (Späh-)Aufklärung; nochmals unterteilt in
  - Fahrzeuggebundene Spähaufklärung (FENNEK) und
  - Leichte Spähaufklärung (Leichte Spähgruppe / Fernspäh)
- Luftgestützte Aufklärung (Luna / KZO; letztere werden aktuell (Stand Januar 2020) durch Luna NG abgelöst)
- Personenbezogene Aufklärung (Feldnachrichten)
- Technische Aufklärung (Radar)

Die fachspezifische Aus- und Weiterbildung findet an der Heeresaufklärungsschule in Munster, die Ausbildung der luftgestützten Aufklärung anteilig in Idar-Oberstein an der Artillerieschule statt.
Eine Besonderheit der Nachwuchsgewinnung und Ausbildung der Fernspäher und Feldnachrichtenkräfte ist eine vorgeschaltete Eignungsprüfung:
- Die Bewerber Fernspäher werden aufgrund der fordernden Ausbildung und Einsätze einer Eignungsprüfung wie bei den Spezialkräften des Heeres unterzogen. Dies geschieht im Rahmen eines Auswahlverfahrens während der Ausbildung der Leichten Spähsoldaten. Für die weiterführende Ausbildung der Fernspäher hat neben dem Ausbildungszentrum Heeresaufklärungstruppen das Ausbildungszentrum Spezielle Operationen (ehemals: Internationale Fernspähschule) besondere Bedeutung.
- Die Anwärter der Feldnachrichtenkräfte durchlaufen ebenfalls eine erweiterte Eignungsprüfung, bei der es vor allem um psychische Belastbarkeit z. B. bei Befragungen bzw. Vernehmungen geht.

## Organisation

### Einordnung
Die Truppengattung Heeresaufklärungstruppe zählt zu den Einsatz- und Führungsunterstützungstruppen. An der Spitze der Heeresaufklärungstruppe steht der General der Heeresaufklärungstruppe, der als Kommandeur die Heeresaufklärungsschule führt und damit für die Ausbildung der Truppengattung verantwortlich ist. Für die Weiterentwicklung der Truppengattung ist seit Juni 2013 das Amt für Heeresentwicklung zuständig.
Die Truppenteile der Heeresaufklärungstruppe finden sich in der 2024 gültigen Heeresstruktur auf Brigadeebene. Die Truppengattung wird organisatorisch nach der Zeitenwende durch die Vollinvasion der Ukraine 2022 wieder auf den Kernauftrag Landes- und Bündnisverteidigung ausgerichtet. Dazu werden wieder Verbände für Divisions- und Korpstruppen aufgestellt werden.

#### Weitere Einheiten im Heer
In Kampftruppen-Bataillone des Heeres sind Kräfte zur Gefechtsaufklärung eingegliedert. Diese zählen jedoch nicht zur Heeresaufklärungstruppe. Dies sind im Besonderen die Aufklärungs- und Verbindungszüge der Stabs- und Versorgungskompanien der Kampftruppenbataillone, sowie die Aufklärungszüge in den schweren Kompanien der Infanteriebataillone. Die vier Aufklärungszüge der Gebirgsjägerbataillone sind mit dem Spähwagen Fennek ausgestattet. Die Aufklärungszüge in den schweren Kompanien der Fallschirmjägerregimenter und des Jägerbataillon 1 verfügen über Wiesel 1.
Die Artillerietruppe verfügt über aufklärende Beobachtungsartillerie, darunter weiterhin auch Truppenteile, die die Aufklärung durch Drohnen sicherstellen.
Die Heeresfliegertruppe verfügt mit dem Eurocopter Tiger ebenfalls über Mittel zur Gefechtsfeldaufklärung.
Über eigene spezialisierte Kräfte zur Aufklärung verfügt das Kommando Spezialkräfte, welche (neben der Fernspähkompanie 1) als einzige Aufklärung im Fernspäheinsatz betreiben können.
Obwohl auch außerhalb der Heeresaufklärungstruppe weitere Einheiten zur Aufklärung in der Bundeswehr existieren, führt jedoch keine das dem Namen nach angelehnte „Aufklärungstruppe“.

#### Weitere Einheiten in der Bundeswehr
Mit dem Kommando Cyber- und Informationsraum wurde am 5. April 2017 eine Kommandobehörde geschaffen, die die streitkräftegemeinsame Nachrichtengewinnung und Aufklärung bündeln und streitkräfteüberreifed koordinieren soll. Hierzu wurde das Kommando Strategische Aufklärung unterstellt, das über die Einheiten der Fernmeldetruppe EloKa und damit besondere Fähigkeiten in der Fernmelde- und Elektronischen Aufklärung und der satellitengestützten abbildenden Aufklärung verfügt.
Im weiteren Sinn sind besonders in der Streitkräftebasis Truppenteile ausgeplant, die den Aufklärungskomplex der Bundeswehr auf strategischer Ebene ergänzen. Dazu zählen beispielsweise das Zentrum Operative Information.
Mit der Aufklärungskompanie des Seebataillons und den Flottendienstbooten verfügt die Deutsche Marine genauso wie die Luftwaffe mit dem Taktischen Luftwaffengeschwader 51 „Immelmann“ über eigene Kräfte zur Aufklärung.
Der Militärische Abschirmdienst (MAD) ist der abwehrende Nachrichtendienst des Geschäftsbereich des Bundesministeriums der Verteidigung.
Ein Ziel der Transformation der Bundeswehr ist, die Aufklärungsergebnisse aller beschriebenen Aufklärungskräfte im Heer, im erweiterten Konzept Aufklärungsergebnisse aller Teilstreitkräfte und Organisationsbereiche (z. B. der "Forward Air Controller" oder fliegender Verbände der Luftwaffe), umfassend und schnell allen militärischen Führern truppenteilübergreifend zur Verfügung zu stellen. Im Heer wurden dazu auf operativer Ebene beispielsweise "Joint Fire Support Teams" gebildet, die ehemals isolierte Aufklärungskräfte mehrerer Truppengattungen (z. B. Vorgeschobene Beobachter der Artillerietruppe) bündeln. Die Bildung der Heeresaufklärungstruppe muss ebenfalls unter dem Aspekt einer Zusammenfassung verschiedener Aufklärungskräfte gesehen werden. Ziel ist auch die Heeresaufklärungstruppe noch umfassender in die Aufklärungsverbünde der Bundeswehr zu integrieren.

### Aktive Truppenteile
Aktive Truppenteile sind zurzeit:
| Bezeichnung                | Bezeichnung                           | Ort                         | Verband                      | Bemerkung                                                                         |
| Bataillone                 | Bataillone                            | Bataillone                  | Bataillone                   | Bataillone                                                                        |
| -------------------------- | ------------------------------------- | --------------------------- | ---------------------------- | --------------------------------------------------------------------------------- |
| Internes Verbandsabzeichen | Aufklärungslehrbataillon 3 „Lüneburg“ | Lüneburg                    | Panzerlehrbrigade 9          | -                                                                                 |
| Internes Verbandsabzeichen | Aufklärungsbataillon 6                | Eutin                       | Panzergrenadierbrigade 41    | -                                                                                 |
| Internes Verbandsabzeichen | Aufklärungsbataillon 7                | Ahlen                       | Panzerbrigade 21             | -                                                                                 |
| Internes Verbandsabzeichen | Aufklärungsbataillon 8                | Freyung                     | Panzerbrigade 12             | -                                                                                 |
| Internes Verbandsabzeichen | Aufklärungsbataillon 10               | Füssen                      | 10. Panzerdivision           | Das Aufklärungsbataillon 10 entstand 2024 aus dem Gebirgsaufklärungsbataillon 230 |
| Internes Verbandsabzeichen | Aufklärungsbataillon 13               | Gotha                       | Panzergrenadierbrigade 37    | -                                                                                 |
| Kompanien                  |                                       |                             |                              |                                                                                   |
| Internes Verbandsabzeichen | Luftlandeaufklärungskompanie 260      | Lebach                      | Luftlandebrigade 1           | -                                                                                 |
| Internes Verbandsabzeichen | Luftlandeaufklärungskompanie 310      | Seedorf                     | Luftlandebrigade 1           | -                                                                                 |
|                            | Gebirgsaufklärungskompanie 23         | Füssen                      | Gebirgsjägerbrigade 23       | -                                                                                 |
| Internes Verbandsabzeichen | 4./Jägerbataillon 291*                | Illkirch-Graffenstaden (FR) | Deutsch-Französische Brigade | -                                                                                 |
|                            | Fernspähkompanie 1                    | Schwarzenborn               | Division Schnelle Kräfte     | -                                                                                 |

* Das 2010 aufgestellte Jägerbataillon 291 verfügt neben den Infanteriekompanien über eine Aufklärungskompanie, die zur Heeresaufklärungstruppe zählt und die das Bataillon zu einer Besonderheit innerhalb der Bundeswehr macht.
| Gliederung aktiver Truppenteile der Heeresaufklärungstruppe 0 |
| --- |
| Aufklärungsbataillone Die sechs Aufklärungsbataillon des Heeres verfügen grundsätzlich über die gleiche Ausstattung. Die einzelnen Spähkompanien haben keinen eigenen Drohnenzug, weshalb auf Bataillonsebene eine selbständige Drohnenaufklärungskompanie vorhanden ist, die die Systeme Luna und KZO sowie die Radarkräfte führt. - 1./Stabs- und Versorgungskompanie - 2./Spähkompanie (6 Spähzüge mit jeweils 4 Spähwagen Fennek) - 3./leichte Spähkompanie (inkl. Feldnachrichtenkräften) - 4./technische Aufklärungskompanie (mit einem KZO-Zug, einem Luna-Zug und einem Radar-Zug) - 5./Ausbildungs-, Einsatz- und Unterstützungskompanie Aufklärungskompanie des Jägerbataillons 291 Die Aufklärungskompanie des Jägerbataillons 291 ist auf Grund ihrer Stationierung im Ausland nicht in dem Maße aufgestellt, wie die (eigentlich) äquivalenten Luftlandeaufklärungskompanien. Die Aufklärungskompanie ist wie folgt gegliedert: - Kompanieführungsgruppe und Auswerteelement - I. Spähzug - II. Spähzug - III. Spähzug - Technischer Aufklärungszug - Aufklärungsgruppe, leicht - Transportgruppe - Versorgungsgruppe - Technische Gruppe (Instandsetzung) Um dennoch die Fähigkeiten Luna und Feldnachrichten für den Einsatz vorzuhalten und zur besseren Ausbildung und In-Übung-Haltung sind der Drohnen- und Feldnachrichtenzug im AufkBtl 13 in Gotha angesiedelt. Luftlandeaufklärungskompanien Die Luftlandeaufklärungskompanie 260 und Luftlandeaufklärungskompanie 310 sind luftbewegliche Einheiten und unterstehen der Luftlandebrigade 1. Ausrüstung und Gliederungen unterscheiden sich deutlich von anderen Aufklärungskompanien. Neben dem Waffenträger Wiesel 1 als Luftlandeaufklärungsfahrzeug werden eine hubschraubertransportfähige Version des Drohnenaufklärungssystems LUNA sowie das Radarsystem LEGAR eingesetzt. Die Luftlandespähzüge stellen nach Auflösung der Fernspähkompanie die Aufklärungsfähigkeit im Fernspäheinsatz. - Kompanieführungsgruppe - I. Luftlandespähzug - II. Luftlandespähzug - III: Fernspähzug - Drohnenaufklärungszug (Luna) - Feldnachrichtenzug - Technische Gruppe - Technischer Aufklärungszug - Transportgruppe - Versorgungsgruppe |

### Nicht aktive Truppenteile
Aufgestellt sind ohne eigenes Großgerät zusätzlich folgende Ergänzungstruppenteile, die für Übung und Ausbildung der Reservisten auf Großgerät des angegebenen aktiven Truppenteils (Wirtschafts- bzw. Couleurtruppenteil) im Standort zurückgreifen:
Es sind die 6. Kompanie des Aufklärungslehrbataillons 3 „Lüneburg“ und jeweiligen 5. Kompanien des Aufklärungsbataillons 13 und des Aufklärungsbataillons 10 (früher Gebirgsaufklärungsbataillons 230).

## Ausrüstung

### Großgerät

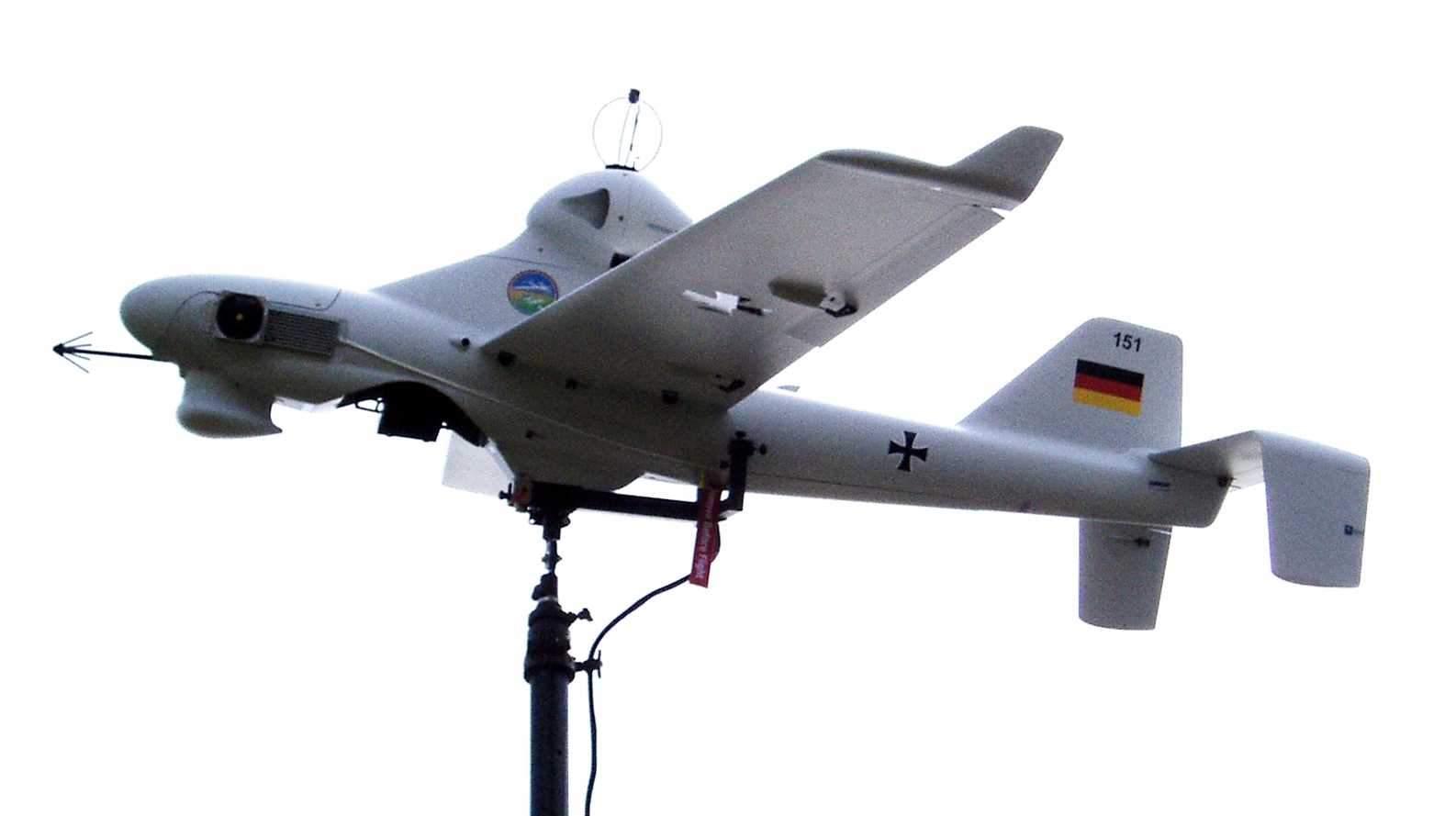
Drohnenaufklärungssystem Luna

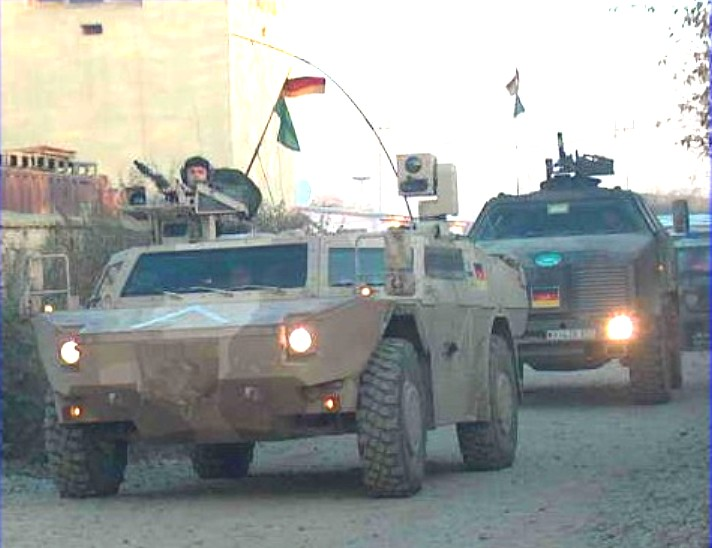
Spähwagen Fennek

Die Heeresaufklärungstruppe verfügt über folgendes Großgerät:
Drohnensysteme
- Luna
- KZO (werden aktuell (Stand Januar 2020) durch Luna NG abgelöst)
- ALADIN
- MIKADO

Gepanzerte Fahrzeuge
- Spähwagen Fennek
- Waffenträger Wiesel 1 (Aufklärungsvariante der Luftlandeaufklärungseinheiten)
- Transportpanzer Fuchs
- GTK Boxer
- ATF Dingo
- Mowag Duro

Radarsysteme
- RASIT (verlastet auf TPz Fuchs)
- LeGAR (Leichtes Gefechtsfeld-Aufklärungsradar; nur bei den Luftlandeaufklärungskompanien im Einsatz)[14][15]
- BARÜ (geplant als Nachfolger von RASIT und LeGAR)

### Uniform
Die Waffenfarbe der Heeresaufklärungstruppe, gezeigt beispielsweise als Farbe der Litzen und Kragenspiegel, ist Goldgelb. 
Das Barettabzeichen zeigt zwei gekreuzte Reiterlanzen umrahmt von Eichenlaub. Die Farbe des Baretts ist schwarz. Abweichend davon tragen Soldaten der Heeresaufklärungstruppe der Division Schnelle Kräfte das bordeauxfarbene Barett mit dem Barettabzeichen der Fallschirmjägertruppe. Soldaten der 4./JgBtl 291 tragen als Angehörige der D/F-Brig das marineblaue Barett und das der Brigade eigene Barettabzeichen.
Die Kombination schwarzes Barett und goldgelbe Waffenfarbe kennzeichnete auch die Feldnachrichtenkräfte des Heeres, die ihrerseits diese Kombination von der Panzeraufklärungstruppe bei ihrer Gründung übernommen hatte. Goldgelb war die längste Zeit ihres Bestehens auch die Waffenfarbe der Fernspäher. Ein etwas helleres Gelb (zitronengelb) kennzeichnet die Fernmeldetruppe. Das schwarze Barett teilte die Panzeraufklärungstruppe mit den ursprünglichen Truppengattungen der gepanzerten Kampftruppen, zu denen auch die Panzeraufklärer zählten. Wie auch dort, z. B. bei der Panzertruppe, wird das schwarze Barett auch häufig im Gefechtsdienst getragen. Die Reiterlanzen im Barettabzeichen waren bereits neben weiteren Symbolen im jeweiligen Barettabzeichen der Fernspäher und Panzeraufklärungstruppe enthalten. Sie sind ein traditionelles Zeichen der Kavallerie, in deren Verwandtschaft sich die Heeresaufklärungstruppe sieht. Goldgelb war im Übrigen auch bereits die Waffenfarbe der Kavallerie in Reichswehr und Wehrmacht.

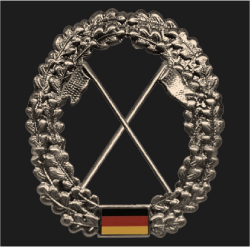
Barettabzeichen und Barettfarbe
Kragenspiegel

### Militärisches Symbol
Das militärische Symbol der Heeresaufklärungstruppe zeigt den üblichen NATO-Konventionen folgend einen von unten links nach oben rechts verlaufenden Strich.

Militärisches Symbol (Grundzeichen) der NATO-Aufklärungstruppe